# Erentrude di Salisburgo
Santa Erentrude di Salisburgo (Worms, VII secolo – Salisburgo, 718) è stata una badessa austriaca, prima badessa del monastero benedettino di Nonnberg. È venerata come santa dalla Chiesa cattolica.

## Biografia
Le notizie sulla vita di Erentrude sono scarse. Nacque da genitori di famiglia nobile a Worms.
Si fece monaca benedettina prima dell'anno 696, quando seguì (o raggiunse) lo zio Ruperto, che era stato nominato vescovo e si occupava del territorio in cui successivamente sarebbe nata la città di Salisburgo.
Nel 714 Ruperto fondò l'abbazia benedettina di Nonnberg, dedicata alla Madonna, su una collina vicina al fiume Salzach, non lontano dalla città romana di Juvanum. Si tratta del più antico monastero femminile di tutta l'area tedesca, inizialmente riservato (fino al 1451) a suore di famiglia nobile.
L'abitato che andava, formando ai piedi della collina, sarà indicato per la prima volta con il nome di Salisburgo quarant'anni più tardi. Oggi l'abbazia di Nonnberg è all'interno della città.
Erentrude fu la prima badessa del monastero fondato da Ruperto. Conservò tale carica fino alla morte, che la raggiunse appena quattro anni dopo, nel 718.

## Culto
Erentrude è sepolta nella cripta della chiesa abbaziale di Nonnberg.
Viene ricordata dalla Chiesa Cattolica il 30 giugno.
È anche patrona secondaria di Salisburgo.